# Bidon V
Bidon V (andere Schreibweise Bidon 5, auch bekannt als Poste Maurice Cortier oder Poste Cortier) ist ein ehemaliger französischer Militärstützpunkt in der algerischen Sahara. Er liegt ca. 530 km südlich von Reggane an der Tanezrouftpiste zwischen Poste Weygand und dem algerischen Grenzort Bordj Badji Mokhtar.
Der Name Bidon V (französisch für "Fass 5") nimmt Bezug auf die im Jahre 1923 zur Streckenmarkierung aufgestellten und durchnummerierten leeren Fässer. Der alternative Name Poste Cortier erinnert an den französischen Offizier Maurice Cortier, der 1913 als erster Europäer die Tanezrouft mit Kamelen durchquerte.
Bidon V liegt etwa auf halber Strecke zwischen den Oasen Ouallene und Tessalit inmitten der Tanezrouft. 1935 wurde hier ein circa 30 m hoher Funk- und Leuchtturm in Form eines Stahlgittermastes errichtet. Der Ort besitzt eine Landepiste für Flugzeuge, eine Tankstelle und ein Hotel.